# 地蔵寺 (長春市)
地蔵寺（じぞうじ）は、中華人民共和国吉林省長春市南関区にある仏教寺院。

## 歴史
1926年、祖円法師は地蔵寺を建立しました。1937年、地蔵寺は現地に移転し、記念碑を建てました。1938年旧暦7月30日、地蔵寺の再建工事が竣工し、開光式が行われた。
1956年、政府はお寺の修理にお金を回しました。1964年、政府は再度お寺の修理にお金を回しました。1983年、中華人民共和国国務院は仏寺を漢族地区仏教全国重点寺院に認定した。2002年、寺院は長春市重要文物保護単位に指定されました。

## 伽藍
山門、天王殿、大雄宝殿（本堂）、地蔵殿、蔵経閣。

## 住職
- 釈安宏